# Mitch Blaauw
Mitch Blaauw (Hoorn, 11 februari 1995) is een Nederlands (musical)acteur en zanger. Hij is onder meer bekend van zijn rollen in Soldaat van Oranje, Pipo de Clown, 14 de musical en Onze Jordaan. Hij is een neef van sterrenchef Ron Blaauw.

## Biografie
Blaauw was al op jonge leeftijd actief in het theater. Voor zijn opleiding speelde hij onder meer de rol van Ciske Vrijmoeth in Ciske de Rat en was hij te zien in Joseph and the Amazing Technicolor Dreamcoat, beide producties van Joop van den Ende Theaterproducties. Daarna vertolkte hij de rol van Michiel in Oorlogswinter bij het Nationaal Jeugd Musical Theater.
In 2016 studeerde hij af aan de Frank Sanders Akademie in Amsterdam, richting musical- en muziektheater. Na zijn afstuderen speelde Blaauw in diverse familievoorstellingen, waaronder Thomas de Stoomlocomotief, Peppa Pig, Hans & Grietje, Brandweerman Sam en De Kleine Zeemeermin.
Samen met zijn cabaretduo, onder regie van Marjolijn Touw, bereikte hij in 2017 de halve finale van het Amsterdams Kleinkunst Festival. Een jaar later, in 2018, kreeg hij landelijke bekendheid als de nieuwe Pipo de Clown, een rol die hij zowel op televisie als in het theater vertolkte.
Van 2019 tot 2022 was Blaauw te zien in de succesvolle voorstelling Soldaat van Oranje – De Musical, waarin hij als understudy de rollen van Fred van Houten en Bram Goudsmid speelde. In het theaterseizoen 2022 - 2023 was hij te zien als alternate vader Pluis in Nijntje de Musical en als Govert in Assepoester, die werd bekroond met de Musical Award publieksprijs voor beste familiemusical.
Hij speelde in 2023 - 2024 de rol van Cor Coster in 14 de musical, een musical over het leven van Johan Cruijff. In het voorjaar van 2024 was hij te zien als Brett in Koningshuis the Musical, een komedieserie van AVROTROS onder regie van Diederik Ebbinge.
In het theaterseizoen 2024 - 2025 vertolkte Blaauw de rol van Toon in Onze Jordaan, een nieuwe Nederlandse musical, eveneens geschreven en geregisseerd door Diederik Ebbinge. Vanaf het najaar van 2025 is hij te zien als Jonas in Hoe overleef ik alles wat ik niemand vertel? – de Musical, gebaseerd op de gelijknamige bestseller van Francine Oomen.

### Overig werk
Samen met actrice en theatermaker Sanne Franssen vormt Blaauw het satirische duo Danny Yo & LaFrance. Zij maken onder deze naam onder meer een webserie en muziek.
Naast zijn werk als acteur is Blaauw actief als fotograaf onder de naam MITCH BLAAUW Fotografie, met een eigen fotostudio in Het Sieraad in Amsterdam, waar hij zich specialiseert in casting- en portretfotografie.

## Theater
| Jaar      | Titel                                        | Rol                              | Producent                          |
| --------- | -------------------------------------------- | -------------------------------- | ---------------------------------- |
| 2007-2008 | Ciske de Rat                                 | Ciske, Jantje                    | Joop van de Ende Theaterproducties |
| 2008-2009 | Joseph and the Amazing Technicolor Dreamcoat | Kinderensemble                   | Joop van de Ende Theaterproducties |
| 2011-2012 | Oorlogswinter                                | Michiel                          | Nationaal Jeugd Musical Theater    |
| 2015-2016 | Thomas de Stoomlocomotief                    | Ensemble                         | Van Hoorne Studios                 |
| 2016-2018 | Peppa Pig                                    | George                           | Van Hoorne Studios                 |
| 2017-2018 | Hans & Grietje                               | Titus (alternate)                | Van Hoorne Studios                 |
| 2017-2018 | Brandweerman Sam                             | Circusdirecteur                  | Van Hoorne Studios                 |
| 2018-2019 | De Kleine Zeemeermin                         | Titus (alternate)                | Van Hoorne Studios                 |
| 2018-2019 | Pipo de Clown                                | Pipo                             | Van Hoorne Studios                 |
| 2019-2022 | Soldaat van Oranje                           | Ensemble, understudy Fred & Bram | NEW Productions                    |
| 2022      | Nijntje                                      | Vader Pluis (alternate)          | MORE Theater Producties            |
| 2022-2023 | Assepoester                                  | Govert                           | Van Hoorne Studios                 |
| 2023-2024 | 14 de musical                                | Cor Coster                       | Out off Office Productions         |
| 2024-2025 | Onze Jordaan                                 | Toon, cover Theo                 | TEC Entertainment                  |
| 2025-2026 | Hoe overleef ik alles wat ik niemand vertel? | Jonas                            | Millennium Theater                 |
| 2026      | Onze Jordaan (reprise)                       | Toon, cover Theo                 | TEC Entertainment                  |

## Televisie
| Jaar | Titel                        | Rol        | Zender                  |
| ---- | ---------------------------- | ---------- | ----------------------- |
| 2016 | Theaterkids                  | Acteur     | RTL Telekids            |
| 2018 | Pipo de Clown                | Pipo       | RTL Telekids, Videoland |
| 2019 | Opening Oranje Hotel         | Zanger     | NOS                     |
| 2020 | Project Rembrandt            | Acteur     | AVROTROS                |
| 2023 | Chantal & Tina               | Gastrol    | RTL 4, Videoland        |
| 2024 | Koningshuis the Musical      | Brett      | AVROTROS                |
| 2024 | De Wereld Van: 14 De Musical | Cor Coster | RTL 4, Videoland        |